# Xylomoia graminea
Xylomoia graminea is een vlinder uit de familie uilen (Noctuidae). De wetenschappelijke naam is voor het eerst geldig gepubliceerd in 1889 door Graeser.
De soort komt voor in Europa.